# SummerSlam (2015)
SummerSlam 2015 a fost cea de-a douozecișiopta ediție a pay-per-view-ului anual SummerSlam organizat de World Wrestling Entertainment. Evenimentul a avut loc pe 23 august 2015 și a fost găzduit de Barclays Center în Brooklyn, New York. Sloganul oficial a fost "Cool for the Summer" interpretată de Demi Lovato.

## Rezultate
- Sheamus l-a învins pe Randy Orton (12:28)
  - Sheamus l-a numărat pe Orton după douo «Brogue Kick-uri».
- The New Day (Big E și Kofi Kingston) (însoțiți de Xavier Woods) i-au învins pe The Prime Time Players (Darren Young și Titus O'Neil) (c), Los Matadores (Diego și Fernando) (însoțiți de El Torito) și The Lucha Dragons (Kalisto și Sin Cara) într-un Fatal 4-Way tag team match câștigând campionatele WWE Tag Team Championship (11:20)
  - Kingston l-a numărat pe Diego după un «Clash of titus» a lui Oneil.
- Dolph Ziggler (însoțit de Lana) vs. Rusev (însoțit de Summer Rae) a încheiat în dublă numărătoare (11:50)
  - Nici unul din cei doi a-u putut reveni în ring până la 10.
- Neville și Stephen Amell i-au învins pe Stardust și King Barrett (7:35)
  - Neville l-a numărat pe Barrett după un «Red Arrow».
- Ryback (c) i-a învins pe Big Show și The Miz păstrându-și campionatul WWE Intercontinental Championship (5:33)
  - Ryback l-a numărat pe Miz după un «K.O. Punch» a lui Show.
- Dean Ambrose și Roman Reigns i-au învins pe Bray Wyatt și Luke Harper (10:55)
  - Reigns l-a numărat pe Wyatt după un «Dirty Deeds» a lui Ambrose și un «Spear».
- Seth Rollins (WWE World Heavyweight Champion) l-a învins pe John Cena (United States Champion) câștigând campionatul WWE United States Championship (19:44)
  - Rollins l-a numărat pe Cena după un «Pedigree» pe un scaun.
  - În timpul meciului, Jon Stewart a intervenit atacândul pe Cena.
  - Ambele campionate au fost puse în joc.
- Team PCB (Becky Lynch, Charlotte, & Paige) l-eau învins pe Team B.A.D. (Naomi, Sasha Banks, & Tamina) și Team Bella (Alicia Fox, Brie Bella, & Nikki Bella) într-un Three-team elimination match (15:20)
  - Brie a numărato pe Tamina după un «Bella Buster» de pe a trea coardă. (6:17)
  - Lynch a numărato pe Brie după un «Pumphandle Slam». (15:18)
- Kevin Owens l-a învins pe Cesaro (14:18)
  - Owens l-a numărat pe Cesaro după un «Pop-up Powerbomb».
- The Undertaker l-a învins pe Brock Lesnar (însoțit de Paul Heyman) (17:50)
  - Arbitrul a oprit meciul după ce Undertaker l-a lăsat pe Lesnar inconștient cu un «Hell´s Gate».
  - Inițial, Lesnar îl făcuse pe Lesnar să cedeze cu un «Kimura Lock» dar arbitrul a reluat meciul pentru că nu a văzut asta.